# Маккабі Париж Метрополь
«Союз вірменської молоді Маккабі Париж Метрополь» (фр. Union de la jeunesse arménienne Maccabi Paris Métropole) — французький футбольний клуб, заснований у 2012 році шляхом злиття «UJA Alfortville» та футбольної секції «SC Maccabi Paris». Зараз «Маккабі Париж Метрополь» грає в Кубку Франції, не будучи зареєстрованим у чемпіонатах Франції. Домашні матчі команда грає на стадіоні «Ален Мімун» у Порт-Доре, та на стадіоні «Лео-Лагранж» на південний схід від Парижа поблизу Венсенського лісу.
Клуб провів один сезон у Національному чемпіонаті, отримавши підвищення в класі в сезоні 2009–10.